# یورونگ، کوئینزلند
یورونگ (به انگلیسی: Eurong) یک شهرک در استرالیا است که در کوئینزلند واقع شده‌است.